# Hoministercoradaptatus
Hoministercoradaptatus es un género de bacteria de la familia Lachnospiraceae. Actualmente (2023) sólo contiene una especie: Hoministercoradaptatus ammoniilyticus. Fue descrita en el año 2022. Su etimología hace referencia a heces humanas. El nombre de la especie hace referencia a degradación de amoníaco. Se ha aislado de heces humanas. Produce propionato y acetato. El contenido de G+C es de 43,9%. 